# Liste von Persönlichkeiten der Stadt Neustadt an der Weinstraße
Die folgende Übersicht enthält bedeutende Persönlichkeiten mit Bezug zu Neustadt an der Weinstraße, geordnet nach Ehrenbürgern, sowie solchen, die in Neustadt gewirkt haben. Die Liste erhebt keinen Anspruch auf Vollständigkeit. Weitere Listen, die Personen mit Bezug zu Neustadt enthalten, sind die Liste in Neustadt an der Weinstraße geborener Personen und die Liste der Teilnehmer am Hambacher Fest.

## Ehrenbürger
- Josef Bürckel, Gauleiter (Ehrenbürgerschaft 1947 aberkannt)
- Conrad Freytag, Bauunternehmer
- Alban Haas, Theologe und Heimatforscher
- Ludwig Heinrich Hauber, Mäzen, Schöpfer der Hauberanlage
- Friedrich Helfferich (1845–1917), Textilfabrikant
- Friedrich Hetzel, Bankier und Mäzen
- Georg von Neumayer, Polarforscher
- Heinrich Saul (1876–1962), Oberbürgermeister von Neustadt
- Julius Wilde (1864–1947)

## Personen, die vor Ort gewirkt haben
- Johannes Acronius, reformierter Theologe, nahm 1582 am Casimirianum in Neustadt sein Theologiestudium auf.
- Karl Adams, Önologe, Träger des Verdienstordens des Landes Rheinland-Pfalz
- Jakob Baegert, Jesuit, Missionar in Kalifornien, war ab 1769 Seelsorger an der Stiftskirche Neustadt, wo er ein bedeutendes ethnologisches Werk verfasste.
- Gustav-Adolf Bähr, SWF-Hauptabteilungsleiter, Kulturförderer, Träger des Bundesverdienstkreuzes und des Verdienstordens des Landes Rheinland-Pfalz
- Theodor Barthel, Träger des Bundesverdienstkreuzes
- Lukas Baum, Mountainbiker
- Doris Bischof-Köhler, absolvierte in Neustadt das Abitur.
- Wolfgang Brix, Politiker (CDU), war Neustadter Oberbürgermeister von 1964 bis 1980.
- Heinrich von Bünau, Politiker und SA-Standartenführer
- Ludwig Fellner, Landschaftsmaler, lebte und starb in Neustadt.
- Bettina Fless, deutsche Dramatikerin und Schauspielerin, lebte und arbeitete von 2001 bis zu ihrem Tod 2007 in Neustadt.
- Peter G. Fuchß, Agrarökonom, ehemaliger Leiter des Weinbauamtes der Landwirtschaftskammer in Neustadt
- Barbara Hackebeil, Mitglied der 11. Bundesversammlung
- Luise Hackelsberger, Pädagogin und Verlegerin, Tochter des Schriftstellers Werner Bergengruen, lebte in Neustadt.
- Alban Haas, katholischer Prälat, Heimatforscher, Träger des Bundesverdienstkreuzes
- Matthäus Harnisch, Buchdrucker, druckte ab 1588 mehrere Auflagen der Neustadter Bibel von David Pareus.
- Georg Hilgert, Träger des Bundesverdienstkreuzes
- Ulf Hoelscher, Geiger und Dozent, legte in Neustadt das Abitur ab.
- Dieter Hofherr, Unternehmer, Geschäftsführer von Radio Weinstraße und Initiator der Südpfalz-Draisine
- Gerhard Hofmann, Maler und Radierer, lebt und arbeitet in Neustadt.
- Walter Hück, Journalist, Träger des Verdienstordens des Landes Rheinland-Pfalz
- Johann Kasimir aus dem Haus Wittelsbach, Ende des 16. Jahrhunderts Administrator der Kurpfalz, gründete 1578 in Neustadt das nach ihm benannte Casimirianum als Universität der Reformierten Kirche.
- Hilde Kerner, Landtagsabgeordnete (1971–1983), Trägerin des Bundesverdienstkreuzes
- Ruth Koppenhöfer, Künstlerin, lebte, arbeitete und starb in Neustadt.
- Erika Köth, Sopranistin, lebte in Neustadt.
- Georg Kosak, Träger des Verdienstordens des Landes Rheinland-Pfalz
- Maxim Kuraner, Landtagsabgeordneter (1950–1959), Träger des Bundesverdienstordens
- Klaus-Jürgen Lais, Landtagsabgeordneter (1983–2001)
- Michael Landgraf, Leiter des Religionspädagogischen Zentrums der Evangelischen Kirche der Pfalz in Neustadt
- Josef Leininger, Träger des Bundesverdienstkreuzes
- Jakob Mack, Nudelfabrikant in Neustadt, leitete die älteste Teigwarenfabrik Deutschlands.
- Christiane Maether, Malerin, lebt und arbeitet seit 1977 in Hambach.
- Bernhard Magel, katholischer Stadtpfarrer in Neustadt (1839–1863), ließ die Marienkirche erbauen.
- Katharina Mainka, Fotomodell, kommt aus Neustadt.
- Christian Mehlis, Historiker, lebte und arbeitete in Neustadt.
- Daniel Meininger, Verlagsgründer, Initiator des Deutschen Weinlesefestes und der Wahl der Deutschen Weinkönigin, lebte und starb in Neustadt.
- Henning Miehe, Träger des Bundesverdienstkreuzes
- Joseph Moog, Pianist, lebt in Neustadt.
- Heiko Müller (1940/41–2014), Träger des Verdienstordens des Landes Rheinland-Pfalz
- Siegfried Orth, Verwaltungsjurist
- David Pareus, reformierter Theologe, lehrte von 1578 bis 1583 als Dozent am Casimirianum und arbeitete bis 1598 als Verfasser und Herausgeber religiöser Druckwerke in Neustadt.
- Johann Philipp Pareus, Sohn von David Pareus, Latinist, war von 1610 bis 1622 Rektor am Neustadter Gymnasiums-Vorläufer Pädagogium.
- Jutta Paulus, Politikerin (Grüne), arbeitete am Marienhaus-Klinikum Hetzelstift und ist Mitglied des Europäischen Parlaments.
- Rainer Probst, lebte zeitweise in Neustadt und ging dort zur Schule.
- Brigitte Reimann, Trägerin des Bundesverdienstkreuzes
- Leopold Reitz, Lehrer und Heimatdichter, Verfasser zahlreicher heimatkundlicher Werke und Festspiele zum Deutschen Weinlesefest in Neustadt, NSDAP-Ortsgruppenleiter
- Wolfgang Ressmann, Beigeordneter der Stadt (1994–1999) und langjähriges Ratsmitglied 1984–1994 und 1999–2017
- Eibe Riedel, Jurist
- Johannes Ritterßhofen (15. Jh.), Stadtschreiber, Herausgeber bzw. Bearbeiter eines „Fischbüchleins“ sowie Gönner und Freund von Jakob Köbel
- Gernot Rumpf, Bildhauer und Dozent, legte in Neustadt das Abitur ab und lebte dort.
- Helmut Schiele, Träger des Bundesverdienstkreuzes
- Otto H. Schiele, Industriemanager, Träger des Großen Verdienstkreuzes der Bundesrepublik Deutschland
- Georg Friedrich Schmiegd, Barockbildhauer, lebte und starb in Neustadt.
- Nikolaus Schöneck, letzter katholischer Pfarrer von Neustadt vor der Reformation (Epitaph an der Stiftskirche)
- Wilhelm Schulte I., Architekt und Kirchenbaumeister
- Heiner Seidlitz, Träger des Verdienstordens des Landes Rheinland-Pfalz
- Hildrun Siegrist, Landtagsabgeordnete (2001–2011)
- Horst Stowasser, Schriftsteller und Anarchist, lebte und arbeitete seit 1989 bis zu seinem Tod 2009 in Neustadt.
- Oskar Thomann, Träger des Bundesverdienstkreuzes
- Zacharias Ursinus, reformierter Theologe, wirkte im 16. Jahrhundert u. a. in Neustadt, wo er 1583 starb.
- Feri Varga, ungarischer Maler, lebte und arbeitete von 1961 bis zu seinem Tod 1989 in Neustadt.
- Balthasar Venator, Humanist, Dichter und Satiriker, war im 17. Jahrhundert Schüler am Pädagogium und bester Absolvent des Abschlussjahrgangs 1613.
- Elsbeth Wachter-Dahlhoff, Trägerin des Bundesverdienstkreuzes
- Girolamo Zanchi, reformierter Theologe, Reformator und Prediger in Neustadt
- Benno Zech, Träger des Verdienstordens des Landes Rheinland-Pfalz